# Pontiac GTO
Pontiac GTO — автомобиль, выпускавшийся компанией Pontiac (отделением General Motors, занимающимся выпуском спортивных автомобилей) с 1964 по 1974 год, и компанией General Motors Holden в Австралии с 2004 по 2006 год. GTO часто называют первым мaслкаром. C 1964 до 1973 года базой для машины служил Pontiac Tempest, GTO 1974 модельного года строился на базе Pontiac Ventura.
Наименование GTO было перенято у компании Ferrari и дословно расшифровывалось как Gran Turismo Omologato («автомобиль, допущенный к гонкам»).
GTO был замыслом инженера Рассела Джи (Russell Gee), занимавшегося в Pontiac двигателями, и старшего инженера Джона Делореана. Первая идея создания GTO принадлежит Шейну Вайзеру (Shane Wiser). В начале 1963 года начальство General Motors выпустило распоряжение, в котором запрещалось своим подразделениям вовлекаться в автомобильные гонки. Впоследствии рекламный и торговый подход Pontiac был основан на производительности машин и гонки были неотъемлемой частью данной стратегии.
В 1967 году GTO обзавёлся новым двигателем объёмом 6,6 литра в нескольких версиях: стандартная (335 л. с.), дефорсированная (255 л. с.) и форсированная (360 л. с.).
В качестве более мощного варианта Pontiac предложил комплектацию L67 Ram Air, которая включала более жёсткие пружины клапана и улучшенный распредвал.
Возрождение в XXI веке.
Новое возрожденное поколение было оснащено двигателями 5.7i-6.0i V8 Мощностью 344-405 л. с. и могли комплектоваться механическими или автоматическими КПП, Аналогичные двигатели ставились на Chevrolet Corvette C5

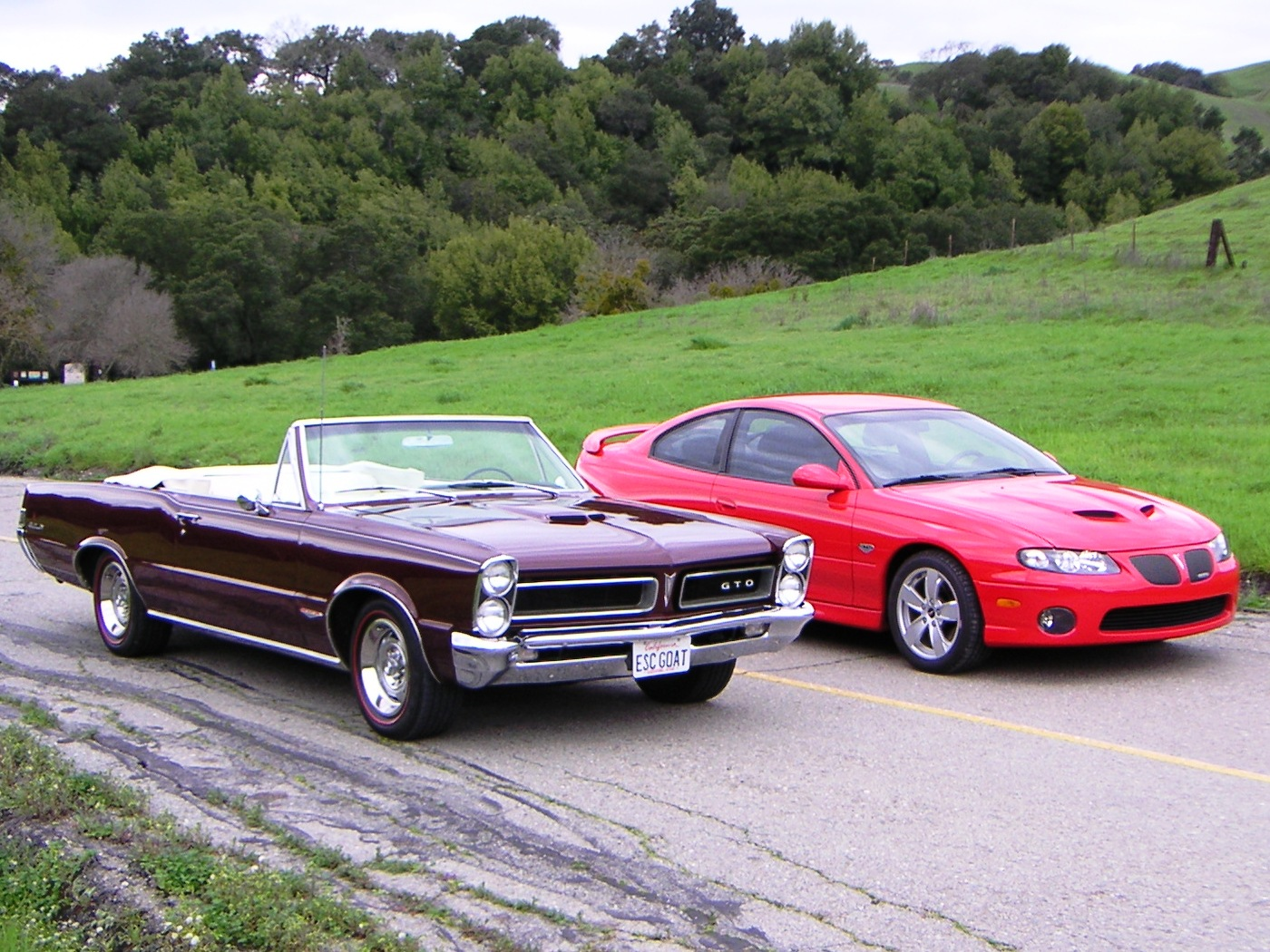
GTO 1965 и 2005 годов